# Fleur Mellor
Fleur Northey Mellor-Wenham (13 luglio 1936) è un'ex velocista australiana, campionessa olimpica della staffetta 4×100 metri ai Giochi di Melbourne 1956.

## Palmarès
| Anno | Manifestazione  | Sede      | Evento  | Risultato | Prestazione | Note            |
| ---- | --------------- | --------- | ------- | --------- | ----------- | --------------- |
| 1956 | Giochi olimpici | Melbourne | 4×100 m | Oro       | 44"5        | Record mondiale |